# Liste des batailles de la guerre de la Deuxième Coalition
Cet article recense les sièges, batailles terrestres et navales de la guerre de la Deuxième Coalition.
- La campagne d'Égypte et de Syrie ;
- La campagne de Naples dans le centre et le sud de l'Italie ;
- La campagne Sanfédiste également dans le centre et le sud de l'Italie ;
- La campagne d'Italie ;
- La campagne du Danube
- La campagne de Suisse
- L'invasion anglo-russe de la Hollande également appelé campagne de Hollande
- Les guerres anglaises (Scandinavie)
- La campagne de Trafalgar (en)

| Date                                    | Bataille                            | Front                                           | Forces françaises et alliées                                  | Forces de la coalition                                                                         | Victoire ou défaite française                         |
| --------------------------------------- | ----------------------------------- | ----------------------------------------------- | ------------------------------------------------------------- | ---------------------------------------------------------------------------------------------- | ----------------------------------------------------- |
| 11 février 1798                         | Prise de Rome                       | République romaine                              | République française                                          | États pontificaux                                                                              | Victoire                                              |
| du 3 juin 1798 au 12 juin 1798          | Siège de Malte                      | Campagne d'Égypte                               | République française                                          | Malte hospitalière                                                                             | Victoire                                              |
| 11 juin 1798                            | Débarquement français à Malte       | Campagne d'Égypte                               | République française                                          | Malte hospitalière                                                                             | Victoire                                              |
| du 2 septembre 1798 au 4 septembre 1800 | Blocus de Malte                     | Campagne d'Égypte                               | République française                                          | Royaume de Grande-Bretagne Malte (révoltés) Royaume de Portugal Royaume de Naples et de Sicile | Défaite                                               |
| 2 juillet 1798                          | Prise d'Alexandrie                  | Campagne d'Égypte                               | République française                                          | Empire ottoman                                                                                 | Victoire                                              |
| 13 juillet 1798                         | Bataille de Chebreiss               | Campagne d'Égypte                               | République française                                          | Empire ottoman (Janissaires) Mamelouks Province ottomane d'Égypte                              | Victoire                                              |
| 21 juillet 1798                         | Bataille des Pyramides              | Campagne d'Égypte                               | République française                                          | Empire ottoman (Janissaires) Mamelouks Province ottomane d'Égypte                              | Victoire                                              |
| du 1er août 1798 au 2 août 1798         | Bataille d'Aboukir                  | Campagne d'Égypte                               | République française                                          | Royaume de Grande-Bretagne                                                                     | Défaite                                               |
| du 3 au 10 septembre 1798               | Bataille de St George's Caye        | Campagne de Trafalgar (en)                      | Royaume d'Espagne                                             | Royaume de Grande-Bretagne                                                                     | Défaite                                               |
| 7 octobre 1798                          | Bataille de Sédiman                 | Campagne d'Égypte                               | République française                                          | Empire ottoman Mamelouks                                                                       | Victoire                                              |
| 21 octobre 1798                         | Révolte du Caire                    | Campagne d'Égypte                               | République française                                          | Rebelles cairotes                                                                              | Victoire                                              |
| 23 octobre 1798                         | Bataille de Nicopolis               | Guerre franco-ottomane (1798-1802) (tr)         | République française Miliciens de Préveza Guerriers souliotes | Empire ottoman                                                                                 | Défaite                                               |
| du 18 novembre 1798 au 3 mars 1799      | Siège de Corfou                     | Guerre franco-ottomane (1798-1802) (tr)         | République française                                          | Empire ottoman Empire russe                                                                    | Défaite                                               |
| 27 novembre 1798                        | Reprise de Rome                     | République romaine et République parthénopéenne | République française                                          | Royaume de Naples et de Sicile                                                                 | Défaite                                               |
| 27 novembre 1798                        | Bataille de Terni (it)              | République romaine et République parthénopéenne | République française                                          | Royaume de Naples et de Sicile                                                                 | Victoire                                              |
| 5 décembre 1798                         | Capture de Rome                     | République romaine et République parthénopéenne | République française                                          | Royaume de Naples et de Sicile                                                                 | Victoire                                              |
| 5 décembre 1798                         | bataille de Civita Castellana (it)  | République romaine et République parthénopéenne | République française                                          | Royaume de Naples et de Sicile                                                                 | Victoire                                              |
| 9 décembre 1798                         | Bataille d'Otricoli (it)            | République romaine et République parthénopéenne | République française                                          | Royaume de Naples et de Sicile                                                                 | Victoire                                              |
| 10 décembre 1798                        | Capture de Turin                    | République piémontaise                          | République française                                          | Royaume de Sardaigne                                                                           | Victoire                                              |
| 22 janvier 1799                         | Bataille de Samanouth               | Campagne d'Égypte                               | République française                                          | Empire ottoman Mamelouks                                                                       | Victoire                                              |
| 23 janvier 1799                         | Prise de Naples                     | République romaine et République parthénopéenne | République française                                          | Royaume de Naples et de Sicile                                                                 | Victoire                                              |
| du 8 février 1799 au 19 février 1799    | Siège d'El Arish                    | Campagne d'Égypte                               | République française                                          | Empire ottoman Mamelouks Province ottomane d'Égypte                                            | Défaite                                               |
| 6 mars 1799                             | Bataille de Chur                    | Campagne d'Italie                               | République française                                          | Monarchie de Habsbourg                                                                         | Victoire                                              |
| 7 mars 1799                             | Première bataille de Feldkirch      | Campagne d'Italie                               | République française                                          | Monarchie de Habsbourg                                                                         | Victoire                                              |
| 10 mars 1799                            | Siège de Modugno (it)               | République parthénopéenne                       | République française République parthénopéenne                | Royaume de Naples et de Sicile                                                                 | Victoire                                              |
| du 20 mars 1799 au 21 mars 1799         | Bataille d'Ostrach                  | Campagne du Danube                              | République française                                          | Monarchie de Habsbourg                                                                         | Défaite                                               |
| du 20 mars 1799 au 21 mai 1799          | Siège de Saint-Jean-d'Acre          | Campagne d'Égypte                               | République française                                          | Empire ottoman Royaume de Grande-Bretagne                                                      | Défaite                                               |
| 23 mars 1799                            | Deuxième bataille de Feldkirch      | Campagne de Suisse                              | République française                                          | Monarchie de Habsbourg                                                                         | Défaite                                               |
| 25 mars 1799                            | Bataille de Stockach                | Campagne du Danube                              | République française                                          | Monarchie de Habsbourg                                                                         | Défaite                                               |
| 29 mars 1799                            | Bataille de Vérone                  | Campagne d'Italie                               | République française                                          | Monarchie de Habsbourg                                                                         | Indécise                                              |
| 5 avril 1799                            | Bataille de Magnano                 | Campagne d'Italie                               | République française                                          | Monarchie de Habsbourg                                                                         | Défaite                                               |
| du avril 1799 au juin 1799              | Siège de Mantoue                    | Campagne d'Italie                               | République française                                          | Monarchie de Habsbourg                                                                         | Défaite                                               |
| 16 avril 1799                           | Bataille du Mont-Thabor             | Campagne d'Égypte                               | République française                                          | Empire ottoman                                                                                 | Victoire                                              |
| 27 avril 1799                           | Bataille de Cassano                 | Campagne d'Italie                               | République française                                          | Monarchie de Habsbourg Empire russe                                                            | Défaite                                               |
| 12 mai 1799                             | Bataille de Bassignana              | Campagne d'Italie                               | République française                                          | Empire russe                                                                                   | Victoire                                              |
| 16 mai 1799                             | Première bataille de Marengo (en)   | Campagne d'Italie                               | République française                                          | Monarchie de Habsbourg Empire russe                                                            | Défaite                                               |
| 25 mai 1799                             | Bataille de Frauenfeld              | Campagne de Suisse                              | République française République helvétique                    | Monarchie de Habsbourg                                                                         | Indécise                                              |
| 27 mai 1799                             | Bataille de Winterthour             | Campagne de Suisse                              | République française                                          | Monarchie de Habsbourg                                                                         | Défaite                                               |
| du 2 juin 1799 au 6 juin 1799           | Première bataille de Zurich         | Campagne de Suisse                              | République française République helvétique                    | Monarchie de Habsbourg                                                                         | Défaite                                               |
| 12 juin 1799                            | Bataille de Modène (en)             | Campagne d'Italie                               | République française                                          | Monarchie de Habsbourg Empire russe                                                            | Victoire                                              |
| 17 juin 1799                            | Coup d'État du 30 prairial an VII   | Conseil des Cinq-Cents et Conseil des Anciens   | Thermidoriens                                                 | Jacobins                                                                                       | Victoire des Thermidoriens Sieyès s'empare du pouvoir |
| du ? au 19 juin 1799                    | Siège de Naples                     | République parthénopéenne                       | République française République parthénopéenne                | Royaume de Grande-Bretagne Sanfédisme                                                          | Défaite                                               |
| du 17 juin 1799 au 19 juin 1799         | Bataille de la Trebbia              | Campagne d'Italie                               | République française Légions polonaises                       | Monarchie de Habsbourg Empire russe                                                            | Défaite                                               |
| 20 juin 1799                            | Deuxième bataille de Marengo (en)   | Campagne d'Italie                               | République française                                          | Monarchie de Habsbourg Empire russe                                                            | Victoire                                              |
| 25 juillet 1799                         | Bataille d'Aboukir                  | Campagne d'Égypte                               | République française                                          | Royaume de Grande-Bretagne Empire ottoman                                                      | Victoire                                              |
| du 14 au 15 août 1799                   | Bataille de Schwyz (en)             | Campagne de Suisse                              | République française                                          | Monarchie de Habsbourg                                                                         | Victoire                                              |
| du 14 au 16 août 1799                   | Bataille d'Amsteg                   | Campagne de Suisse                              | République française                                          | Monarchie de Habsbourg                                                                         | Victoire                                              |
| 15 août 1799                            | Bataille de Novi                    | Campagne d'Italie                               | République française                                          | Monarchie de Habsbourg Empire russe                                                            | Défaite                                               |
| 27 août 1799                            | Bataille de Callantsoog             | Invasion anglo-russe de la Hollande             | République batave                                             | Royaume de Grande-Bretagne                                                                     | Défaite                                               |
| 30 août 1799                            | Capitulation de Vlieter             | Invasion anglo-russe de la Hollande             | République batave                                             | Royaume de Grande-Bretagne                                                                     | Défaite                                               |
| septembre 1799                          | Reprise de Rome                     | Campagne d'Italie                               | République française                                          | Royaume de Naples et de Sicile Royaume de Grande-Bretagne                                      | Défaite                                               |
| 10 septembre 1799                       | Combat du Zyp                       | Invasion anglo-russe de la Hollande             | République française République batave                        | Royaume de Grande-Bretagne                                                                     | Défaite                                               |
| 18 septembre 1799                       | Bataille de Mannheim (en)           | Campagne d'Italie                               | République française                                          | Monarchie de Habsbourg                                                                         | Victoire                                              |
| 19 septembre 1799                       | Bataille de Bergen                  | Invasion anglo-russe de la Hollande             | République française République batave                        | Royaume de Grande-Bretagne                                                                     | Victoire                                              |
| du 24 au 26 septembre 1799              | Bataille du Saint-Gothard           | Campagne de Suisse                              | République française                                          | Monarchie de Habsbourg Empire russe                                                            | Défaite                                               |
| du 25 et 26 septembre 1799              | Deuxième bataille de Zurich         | Campagne de Suisse                              | République française                                          | Monarchie de Habsbourg Empire russe                                                            | Victoire                                              |
| du 25 et 26 septembre 1799              | Passage de la Linth                 | Campagne de Suisse                              | République française                                          | Monarchie de Habsbourg Empire russe Ancienne Confédération suisse                              | Victoire                                              |
| 1er octobre 1799                        | Bataille de la vallée de Muten (ru) | Campagne de Suisse                              | République française                                          | Monarchie de Habsbourg Empire russe                                                            | Défaite                                               |
| 6 octobre 1799                          | Bataille de Castricum               | Invasion anglo-russe de la Hollande             | République française République batave                        | Royaume de Grande-Bretagne Empire russe                                                        | Victoire                                              |
| 24 octobre 1799                         | Deuxième bataille de Novi (en)      | Campagne d'Italie                               | République française Légions polonaises                       | Monarchie de Habsbourg                                                                         | Victoire                                              |
| 4 novembre 1799                         | Bataille de Genola                  | Campagne d'Italie                               | République française                                          | Monarchie de Habsbourg                                                                         | Défaite                                               |
| 9 novembre 1799                         | Coup d'État du 18 Brumaire          | Conseil des Cinq-Cents et Conseil des Anciens   | Emmanuel-Joseph Sieyès, Lucien et Napoléon Bonaparte          | Directoire                                                                                     | Victoire des bonapartistes Début du consulat          |
| 3 décembre 1799                         | Bataille de Wiesloch (en)           | Campagne du Danube                              | République française                                          | Monarchie de Habsbourg                                                                         | Défaite                                               |
| 20 mars 1800                            | Bataille d'Héliopolis               | Campagne d'Égypte                               | République française                                          | Empire ottoman Mamelouks Royaume de Grande-Bretagne                                            | Victoire                                              |
| 6 avril 1800                            | Siège de Gênes                      | Campagne d'Italie                               | République française                                          | Monarchie de Habsbourg                                                                         | Défaite                                               |
| 10 avril 1800                           | Bataille de Sassello (en)           | Campagne d'Italie                               | République française                                          | Monarchie de Habsbourg                                                                         | Défaite                                               |
| 1er mai 1800                            | Bataille de Büsingen                | Campagne du Danube                              | République française                                          | Monarchie de Habsbourg                                                                         | Victoire                                              |
| 3 mai 1800                              | Bataille de Stockach                | Campagne du Danube                              | République française                                          | Monarchie de Habsbourg                                                                         | Victoire                                              |
| 3 mai 1800                              | Bataille d'Engen                    | Campagne du Danube                              | République française                                          | Monarchie de Habsbourg                                                                         | Victoire                                              |
| 4 et 5 mai 1800                         | Bataille de Moesskirch              | Campagne du Danube                              | République française                                          | Monarchie de Habsbourg                                                                         | Victoire                                              |
| 9 mai 1800                              | Bataille de Biberach                | Campagne du Danube                              | République française                                          | Monarchie de Habsbourg                                                                         | Victoire                                              |
| du 14 mai 1800 au 1er juin 1800         | Siège de Fort Bard                  | Campagne d'Italie                               | République française                                          | Monarchie de Habsbourg Royaume de Sardaigne                                                    | Défaite                                               |
| 31 mai 1800                             | Combat de Turbigo                   | Campagne d'Italie                               | République française                                          | Monarchie de Habsbourg                                                                         | Victoire                                              |
| 9 juin 1800                             | Bataille de Montebello              | Campagne d'Italie                               | République française                                          | Monarchie de Habsbourg                                                                         | Victoire                                              |
| 14 juin 1800                            | Bataille de Marengo                 | Campagne d'Italie                               | République française                                          | Monarchie de Habsbourg Royaume de Grande-Bretagne                                              | Victoire                                              |
| 19 juin 1800                            | Bataille de Höchstädt               | Campagne du Danube                              | République française                                          | Monarchie de Habsbourg                                                                         | Victoire                                              |
| 27 juin 1800                            | Bataille de Neubourg                | Campagne du Danube                              | République française                                          | Monarchie de Habsbourg                                                                         | Victoire                                              |
| 1er décembre 1800                       | Bataille d'Ampfing                  | Campagne du Danube                              | République française                                          | Monarchie de Habsbourg                                                                         | Défaite                                               |
| 3 décembre 1800                         | Bataille de Hohenlinden             | Campagne du Danube                              | République française                                          | Monarchie de Habsbourg Archiduché d'Autriche Électorat de Bavière                              | Victoire                                              |
| 25 et 26 décembre 1800                  | Bataille de Pozzolo                 | Campagne d'Italie                               | République française                                          | Monarchie de Habsbourg                                                                         | Victoire                                              |
| 8 mars 1801                             | Bataille d'Aboukir                  | Campagne d'Égypte                               | République française                                          | Royaume de Grande-Bretagne                                                                     | Défaite                                               |
| 13 mars 1801                            | Bataille de Mandora                 | Campagne d'Égypte                               | République française                                          | Royaume de Grande-Bretagne                                                                     | Défaite                                               |
| 21 mars 1801                            | Bataille de Canope                  | Campagne d'Égypte                               | République française                                          | Royaume de Grande-Bretagne                                                                     | Défaite                                               |
| 2 avril 1801                            | Bataille de Copenhague              | Guerres anglaises                               | Danemark-Norvège                                              | Royaume de Grande-Bretagne                                                                     | Défaite                                               |
| du 8 au 19 avril 1801                   | Siège de Fort Julien                | Campagne d'Égypte                               | République française                                          | Royaume de Grande-Bretagne Province ottomane d'Égypte                                          | Défaite                                               |
| Mai à juin 1801                         | Siège du Caire                      | Campagne d'Égypte                               | République française                                          | Royaume de Grande-Bretagne Empire ottoman                                                      | Défaite                                               |
| 13 juin 1801                            | Première bataille d'Algésiras       | Campagne de Trafalgar (en)                      | République française Royaume d'Espagne                        | Royaume de Grande-Bretagne Province ottomane d'Égypte                                          | Victoire                                              |
| 12 juillet 1801                         | Deuxième bataille d'Algésiras       | Campagne de Trafalgar (en)                      | République française Royaume d'Espagne                        | Royaume de Grande-Bretagne Province ottomane d'Égypte                                          | Défaite                                               |
| du 17 août 1801 au 2 septembre 1801     | Siège d'Alexandrie                  | Campagne d'Égypte                               | République française                                          | Royaume de Grande-Bretagne                                                                     | Défaite                                               |